# Ritualbog
Ritualbog (også kaldet kirkeordning) er en forordning over gudstjenestens og de kirkelige handlingers liturgi.
Ritualbogen er en minutiøs trin-for-trin-gennemgang af gudstjenesternes og ritualernes led, hvori det bl.a. fremgår hvad præsten skal sige hvornår, hvornår menigheden skal rejse sig og sætte sig osv.
Forskellige trossamfund har deres egne ritualbøger. Den danske folkekirke benytter Ritualbogen autoriseret ved kongelig resolution af 12.juni 1992, medens den romersk-katolske kirke fx bruger messebogen Missale Romanum fra 1969.

## Folkekirken
Den aktuelt gældende ritualbog for folkekirken er "Ritualbog (Gudstjenesteordning for Den Danske Folkekirke)" autoriseret ved kongelig resolution af 12. juni 1992, men generelt gælder det i folkekirken, at tidligere ordninger ikke træder ud af kraft, når en ny autoriseres. Derfor kan man stadig finde ældre ritualer brugt i folkekirken. De væsentligste ordninger siden reformationen har været Kirkeordinansen fra 1537 – udgivet umiddelbart efter reformationen – og Kirkeritualet fra 1685, der i lange tider udgjorde en slags "grundlov" for Folkekirken. Hertil kom visse mere generelle bestemmelser "om religionen og gejstligheden" i anden bog af Christian V's Danske Lov fra 1683. Senere betydende ritualbøger har været ritualbøgerne fra 1895 og 1912.
Ritualbogen udgør sammen med alterbogen og salmebogen de bøger, som præst og menighed benytter til gudstjenesten i Folkekirken. Et væsentligt uddrag af ritualbogen er trykt bagerst i de fleste salmebøger. I folkekirken skal præsten have menighedsrådets samtykke til at anvende anden autoriseret liturgi eller andre autoriserede ritualer end dem, der hidtil er anvendt i menigheden.

## Indhold
Ritualbogen af 1992 indeholder:
- Højmesseordningen
- En ordning for børnegudstjeneste på højmessens plads
- Dåb
- Nadver i hjemmet
- Skriftemål
- Konfirmation
- Vielse
- Kirkelig velsignelse af borgerligt indgået ægteskab
- Begravelse
- Jordpåkastelse
- Urnenedsættelse
- Præstevielse
- Provsteindsættelse
- Bispevielse
- Kirkeindvielse

## Henvisning
- Ritualbog. Det Kgl. Vajsenhus' Forlag 1992. ISBN 87-7524-072-6